# Мацьківці
Мацькі́вці (пол. Maćkowce) — село в Україні, у Хмельницькій міській громаді Хмельницького району Хмельницької області.

## Географія
Територією села протікає річка Плоска, яка впадає в Південний Буг — 28 км довжиною, площа басейну річки — 126 км². Має заболочену долину у верхів'ї, розгалужену мережу балок.

## Історія
Перші поселення на території села представлені добою енеоліту (VI—IV тис. до н. е.) носіями трипільської культури. Більш-менш постійні поселення поляків-переселенців почали з'являтися за часів Київської Русі. То були вимушені переселенці — невеличкі групи купців, ремісників та військових, захоплені Ярославом Мудрим після походів на Польщу у 1030—1031 роках.
Протягом століть траплялись різні інтерпретації назв: Macrkocze (1383), Mashowce (1668), Mackowce (1784), Мацьковці (1789), Мацевці (1805), Myszkowce (1820), Мацковці (1862), Майковці (1898), Мацьківці (1926), проте більш-менш сталі відомості отримуємо 60-ті роках XIV століття, коли селом володів шляхтич Мацько, напевно, від його імені походить назва.
Однак масове освоєння Поділля польським етнічним населенням почалося лише після Люблінської унії 1569 року. Сприяли цьому як політика королівської влади, так і активізація католицького духівництва, особливо чернечих орденів: францисканців, бернардинців, єзуїтів та інших.
Отже, на Поділлі почали поселятися не тільки магнати й шляхта, але й служиві люди, ремісники, селяни.
В ході національно-визвольних змагань середини XVII століття населення повністю було винищене. Про це свідчить люстрація Мартина Заморського від 1662 року, цитуємо: «В Проскурові вціліли тільки 12 мешканців, що вийшли до свободи, а села Голишин, Леснів, Мацьківці, Волиця, Заріччя не мали жодного підданого, а стави та млини були пусті, бо зоставатися через набіги та наїзди опричників у домівках своїх не можуть».
Згодом, за володіння Проскурівським староством Томашем Йозефом Замойським на початку XVIII століття, за активної участі своєї матері Анни Гнинської, яка на той час успішно керувала інтересами усієї великої родини Замойських, розпочав переселення селян із польської Мазовії та мазурського Поозер'я. Так у навколишніх селах (Гречани, Заріччя, Шаравечка (Шаровечка), Мацьківці) з'явилися «мазури», нащадки яких склали основу католицького населення згаданих пунктів.

### У складі Російської імперії
5 липня 1795 року була утворена Подільська губернія у складі Російської імперії та один з її повітів став називатися Проскурівським із центром у місті Проскурові, до якого відійшли і Мацьківці.
Здавна діяли традиції парагромадянського (термін введений Марковою С. В.) селянського суспільства, основним елементом якого виступала громада. Через сільські сходи селяни вирішували важливі для себе питання. Так, 11 березня 1848 року відбулось повстання селян через неправильне стягнення податків поміщицею Лизогуб стосовно селян І. Жугди та Т. Здибія. Повстання було придушене силами військових, яких в тодішньому прикордонному Проскурові вистачало.
Відомо, що на початку XX століття село разом із сусідньою Шаровечкою належало поміщику Петру Петровичу Цвєту.

### Радянський період
Перша світова війна (1914—1918 роки) і національно-визвольні змагання (1917—1921 роки) негативно відобразились на свідомості тутешніх селян. Етнічні поляки не сприймали себе як громадян Української Народної Республіки, на формування такого негативного світогляду вплинула в тому числі потужна більшовицька пропаганда.
Чорною пеленою накрив мацьківчан Голодомор 1932—1933 років. Страшні події засвідчила жителька села 1926 року народження Буданова Броніслава Йосипівна у вірші: «…Двоє людей під тином сиділи, їхні губи шепотіли, їстоньки просили. А як назад ми повертали, вони вже мертвими лежали…». Згадує, що найбільше людей померло влітку 1933 року. Вивозили їх без труни, без хреста хоронили…
Згодом, для тих, хто вижив, злочинна радянська влада підготувала переселення (1936 рік) на Донбас, де вимерли цілі села, пусткою стояли пусті хати [2; с.643].
У 1937-1938 роках репресованих акцій зазнало 216 мешканців села Мацьківці.
Постраждали родини: Беляків, Бігусів, Бондарів, Валевах, Гаюр, Гороховських, Гурніцьких, Здибелів, Ігнатів, Козаків, Кокошко, Куржіїв, Лисяків, Мазуриків, Мілінських, Міхальців, Орловських, Пахут, Паюків, Печайок, Рекелів, Собко, Сов, Стайновських, Урод, Худеньких, Худецьких, Шаповалів, Янушевських, Янчуків.
Багато мацьківчан було звинувачено у так званому «пособництві» польській державі, також багато селян було заслано в Казахстан, через те, що вони погано співпрацювали з радянською владою, не йшли в колгоспи.

### Друга світова війна
На початку липня 1941 року почалася німецька окупація. На території села було створено концентраційний табір, у який було зігнано євреїв з навколишніх сіл та Проскурова.
Зі спогадів Броніслави Йосипівни Буданової: «…на території теперішньої водокачки стояло дві конюшні. Туди німці зігнали євреїв з міста Проскурова і навколишніх сіл. Настеляли всередині приміщення соломи. Ранками вартові гнали арештантів під ліс, у сторону сьогоднішньої птахофабрики, добувати в кар'єрі пісок. Знесилені від голоду та важкої праці дорослі та діти з нашивками „Юда“ зазнавали тортур та знущань з боку вартових».
Трагедія трапилася 15 жовтня 1942 року. В'язнів гетто погнали строєм з лопатами до лісу, де вони мусили копати велику яму. Кількасот бранців, знесилені та замучені, мовчки копали собі могилу. Люди в той час збирали на городах картоплю. Тихо було навкруги, несподівано пролунали звуки автоматних черг. Крики, зойки, ґвалт, благання перемішувалися з жалісним дитячим плачем. Три дні потому рухалася на могилі земля, але шуцмани та військові в жовтій уніформі пильно стежили, щоб ніхто не вибрався звідти живим. Але ще під час розстрілу одному хлопчаку на ім'я Давід Рузі вдалося втекти. Ставши дорослим, він на власні кошти поставив на цьому місці пам'ятник. Багатьох жителів села було забрано в полон на важкі роботи до Німеччини.
13 березня 1944 року радянськими бойовими з'єднаннями з боку Чорного Острова було вигнано німецьких окупантів.

### Сьогодення
І сьогодні пам'ятають односельчани своїх героїв. Шанують і поважають Сову Станіслава Григоровича, Мордзялко Ганну Іванівну, Уроду Йосипа Івановича, Бондара Казимира Івановича. В селі проживає дружина Бондара Казимира Івановича — Вероніка Карлівна — інвалід Другої світової війни.
Біля школи стоїть пам'ятник загиблим радянським воїнам.
На кладовищі є пам'ятник жертвам Другої світової війни 1939—1945 років, репресованим 1937—1938 років та Голодомору 1932—1933 років.

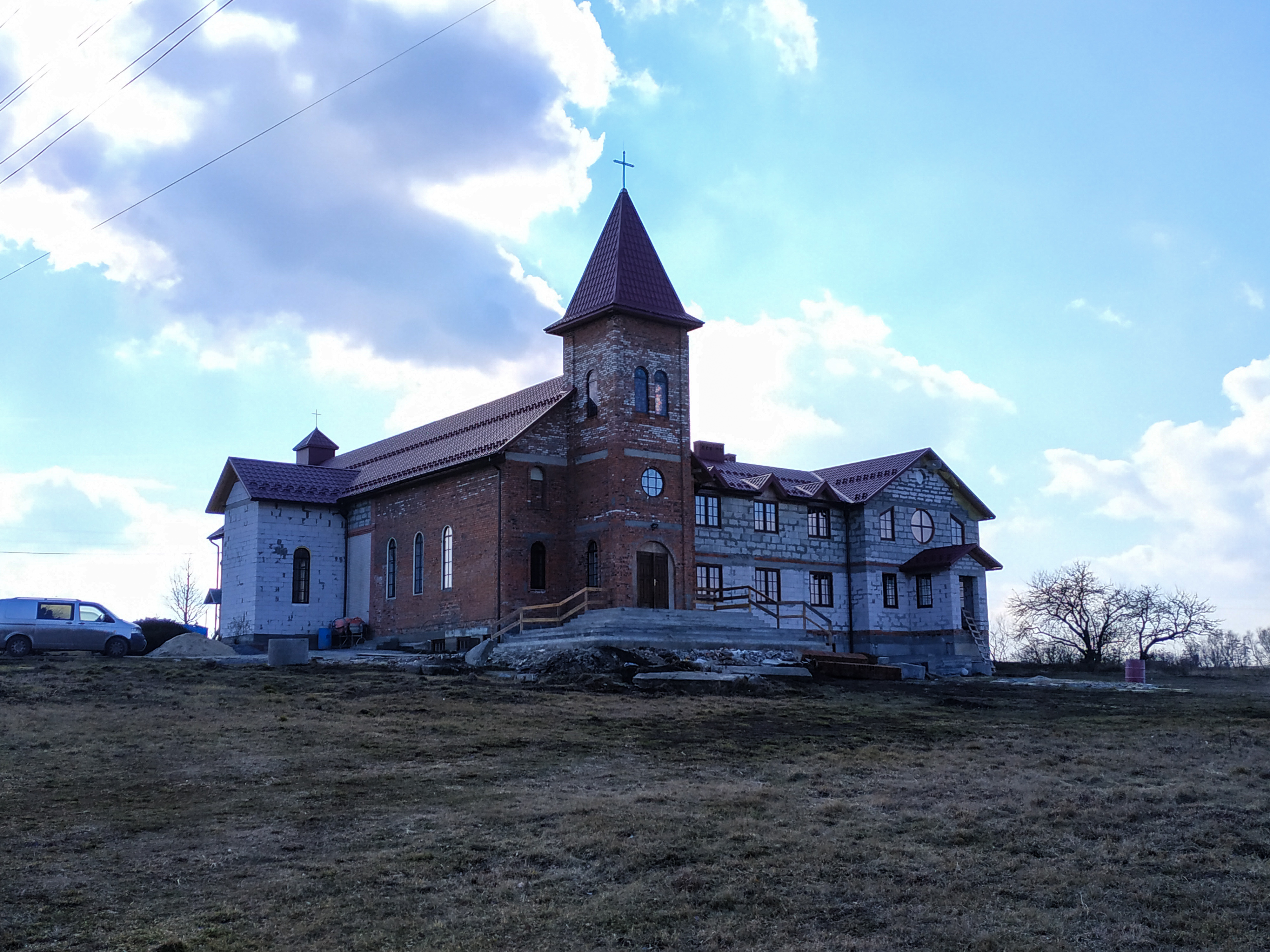
Монастир в Мацьківцях

На території села проживає багато польськомовного населення. Враховуючи навіть змішані шлюби, приблизно 70 % — поляки. Не забувають вони своєї батьківщини, підтримують дружні стосунки. Так, готувалися до приїзду делегації Польщі в липні 1999 року.
Для вшанування та відповідної підтримки католицьких звичаїв у селі було побудовано храм Народження Пресвятої Діви Марії у 1990-х роках. Ініціатором і керівником будівництва був Франциск Бялобжицький. Храм збудували на цвинтарі, у північно-східній частині села. Цей цвинтар з'явився приблизно в 1930-х роках, бо саме цим часом датовані найстарші могили. Недалеко від цвинтаря була розміщена придорожня капличка, яку знищили в 1937 році.

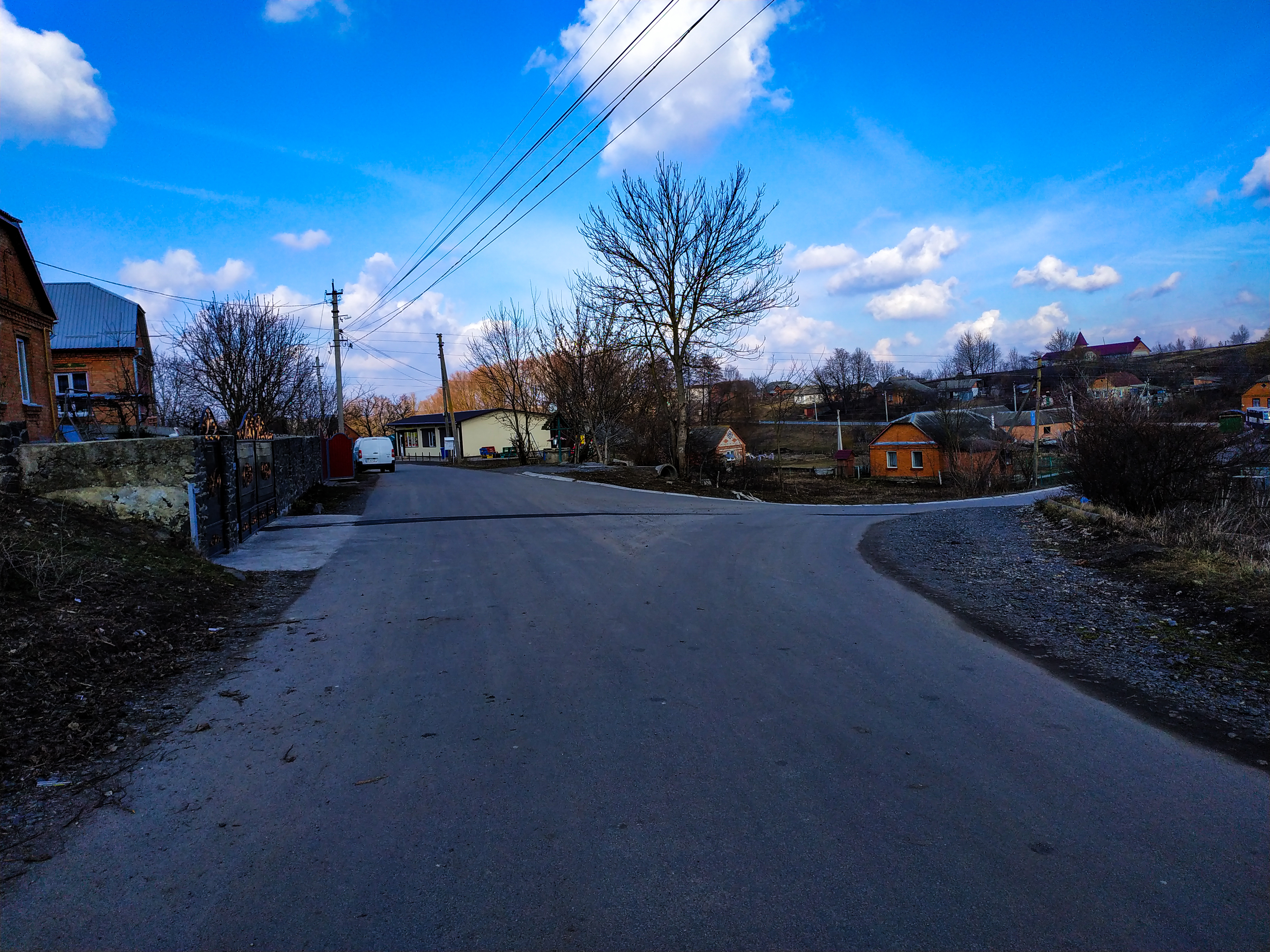
Центр села

8 вересня 2010 року на території Мацьковець почав діяти один із чотирьох центрів в Україні Ордену святого Франциска з Асижу під назвою Братів Менших. Офіційно парафія була заснована декретом Кам'янець-Подільського єпископа Леона Дубравського та передана Ордену Братів Менших Конвентуальних. У 2010—2012 роках тут працював настоятелем майбутній єпископ отець Едвард Кава, який з іншими братами змогли згуртувати село та створити культурний осередок. На сьогодні[коли?] ведеться розбудова костела.
Так, за сприяння братів та мацьківчан біля приміщення клубу та школи у травні 2015 року було встановлено семиметрову статую Богородиці.
2016 року зроблено капітальний ремонт центральної вулиці Мацьківців з одночасним поточним ремонтом, перекрито дах Мацьковецької ЗОШ.
У селі Мацьківці тепер на місці, де колись стояв Ленін, возвеличується Матір Божа.
Під час керування нового сільського голови в селі відбулися різкі і великі зміни, а саме: всі вулиці були освітлені світлодіодними ліхтариками на стовпах і почали капітальний ремонт доріг. В будинку культури встановлені нові імпортні кондиціонери.
Також Мацьковчани мають воїнів-інтерналістів, які воювали в Афганістані. Жителі села були учасниками Помаранчевої революції, Революції гідності та війни на сході України.

## Інфраструктура
У селі існують: 
- будинок культури,
- фельдшерсько-акушерський пункт,
- АЗС «WOG»,
- Мацьковецька ЗОШ І-II ступенів,
- бібліотека,
- Костел «Народження Пресвятої Діви Марії».

## Населення
За переписом населення 2001 року в селі мешкало 1069 осіб.

### Мова
Розподіл населення за рідною мовою за даними перепису 2001 року:
| Мова       | Чисельність | Відсоток |
| ---------- | ----------- | -------- |
| польська   | 688         | 63,94%   |
| українська | 348         | 32,34%   |
| російська  | 38          | 3,53%    |
| угорська   | 2           | 0,19%    |
| Усього     | 1076        | 100%     |

## Освіта
Школа у Мацьківцях заснована у 1913 році. Спочатку школа була семирічною, навчання велося польською мовою. З 1945 по 1994 роки була українська початкова школа. А у 1994 році рішенням сесії Ради народних депутатів XXI скликання Шаровечківської сільської ради відкрито неповну середню школу. Вивчалася польська мова факультативно. Заклад перебуває у власності відділу освіти, молоді та спорту Хмельницької РДА.
Керманичами, що очолювали школу у період з 1996 по 2007 роки, були Міхалець Станіслав Станіславович та з 2007 по 2015 — Торчинська Альона Леонідівна. Другий рік поспіль очолює школу Чехомова Оксана Леонідівна, викладач української мови та літератури, учитель зарубіжної літератури, викладач психології за освітою, спеціаліст вищої категорії, учитель-методист, заступник директора з навчально-виховної роботи — Ільїнська Тетяна Володимирівна.
В селі також активно працює будинок культури, який очолює Трембач Оксана Станіславівна.

## Галерея

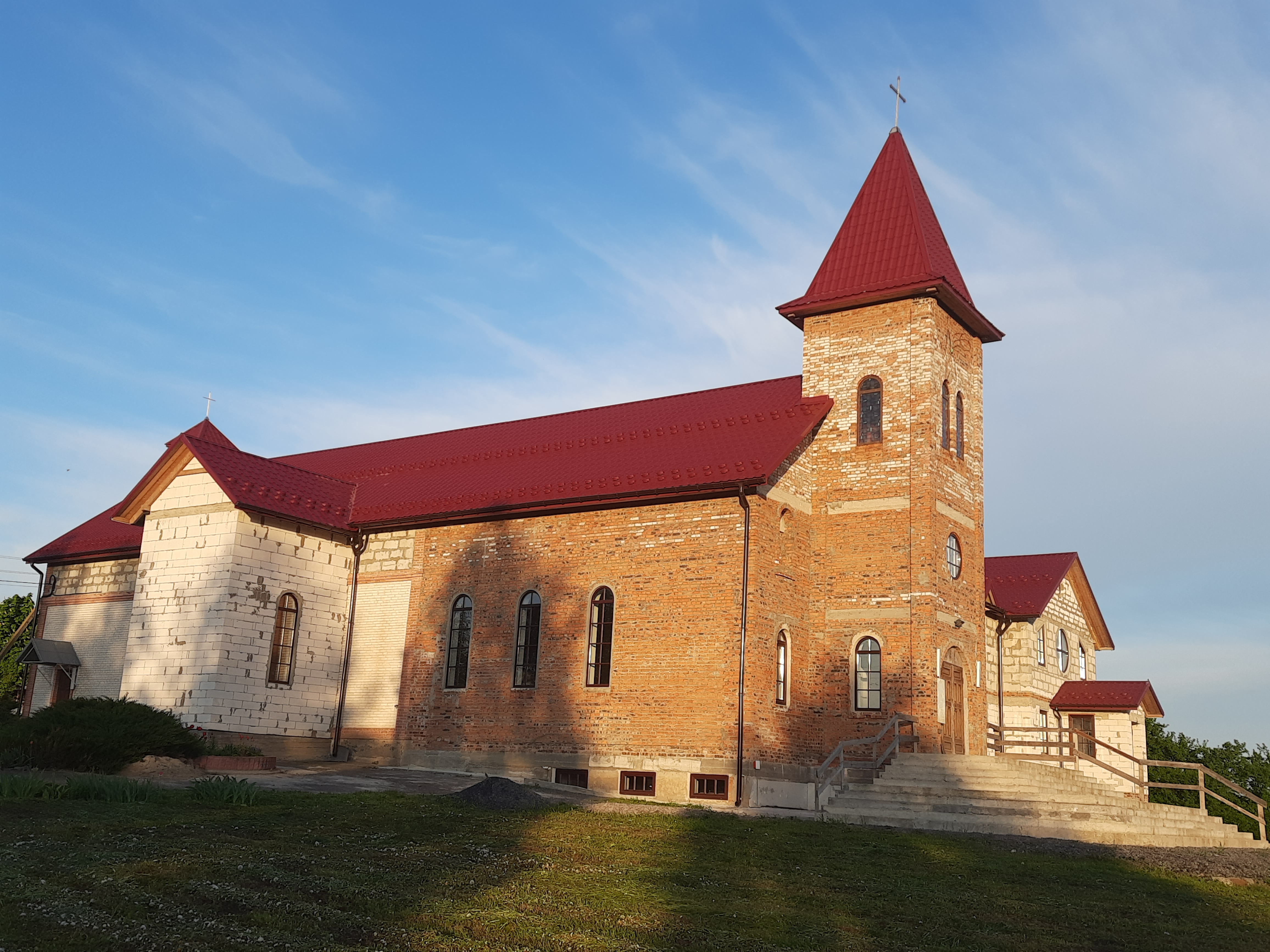
Католицький монастир
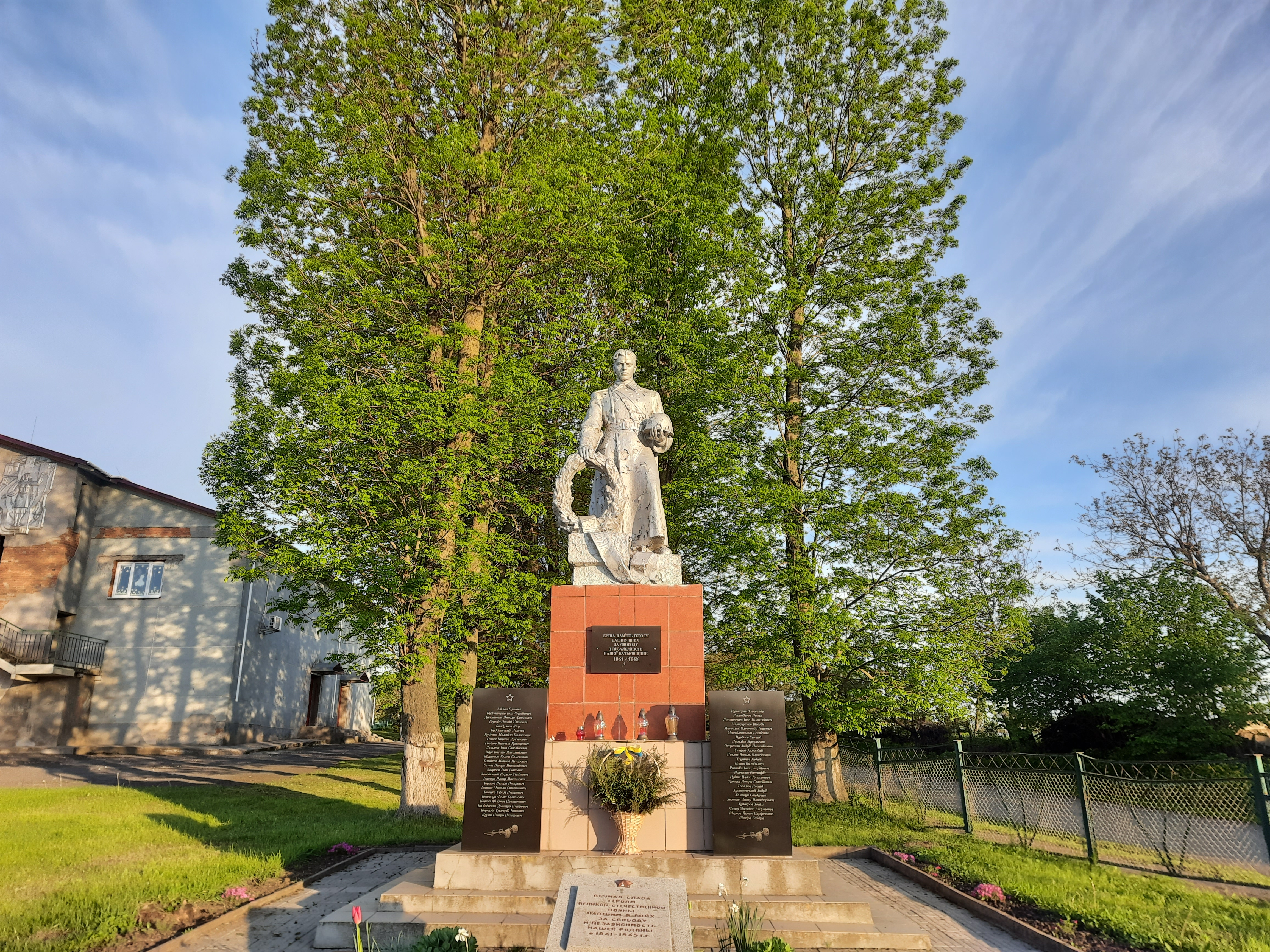
Братська могила радянських воїнів
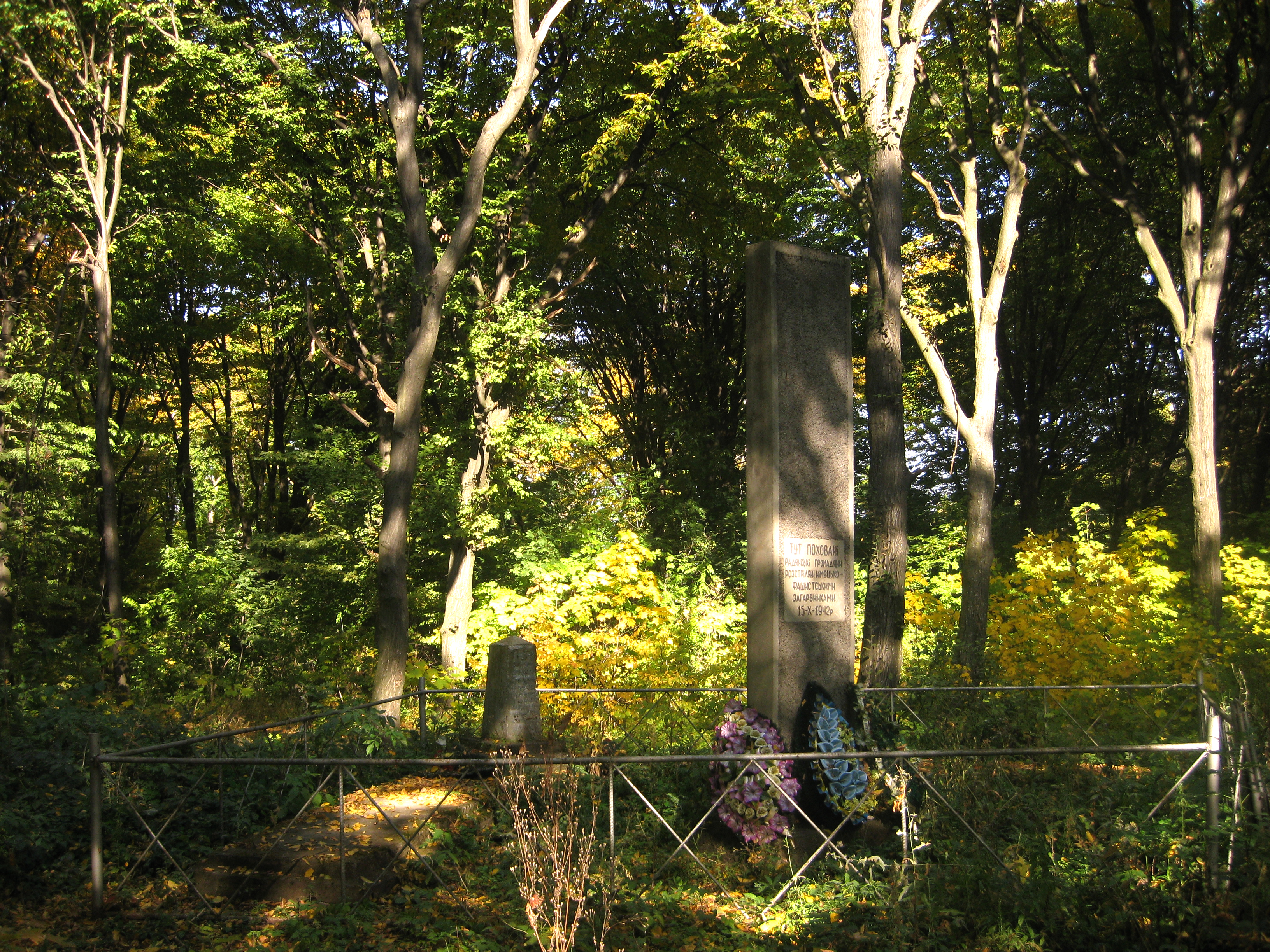
Братська могила жертв фашизму
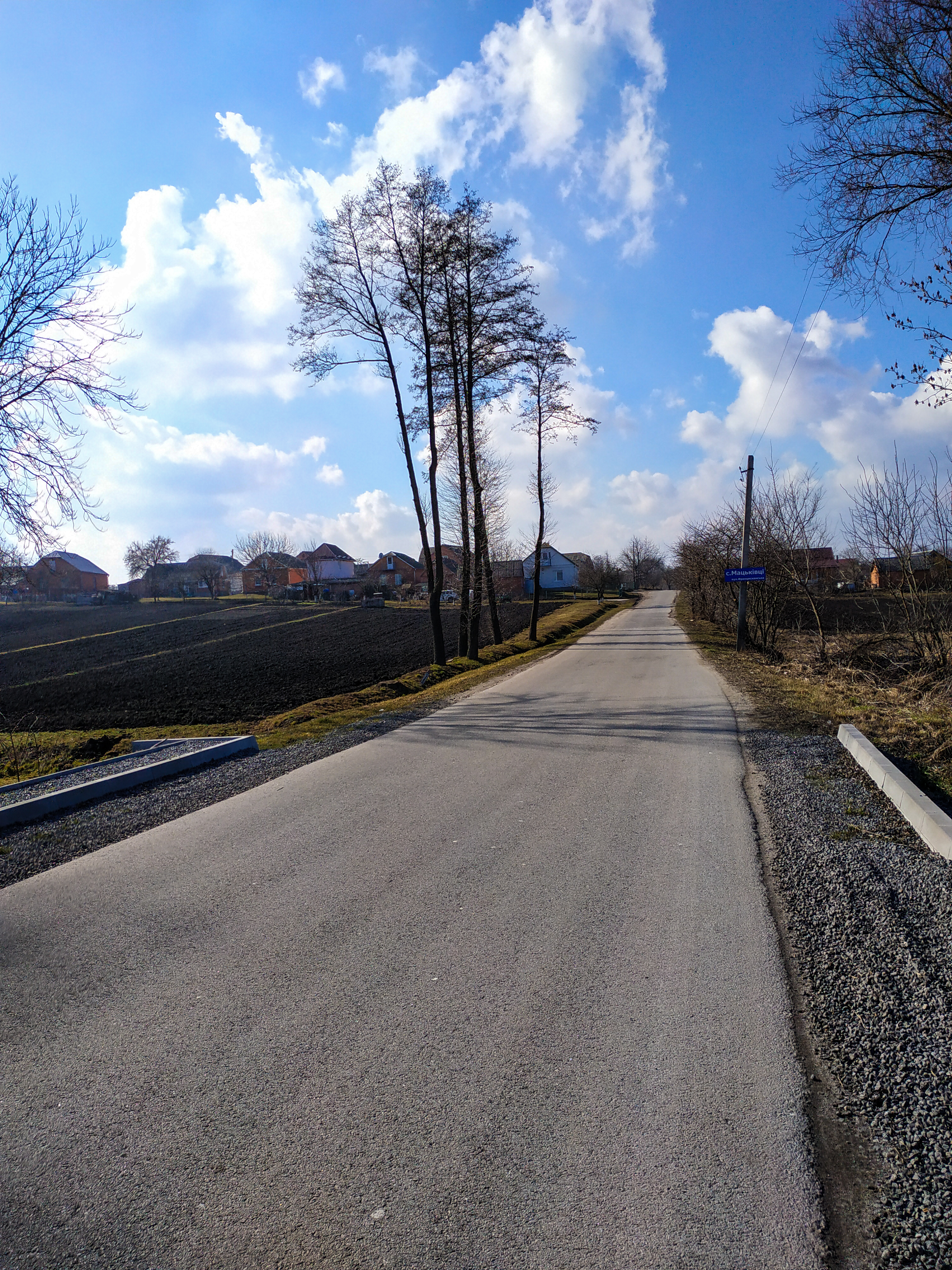
В'їзд у Мацьківці з боку Шаровечки
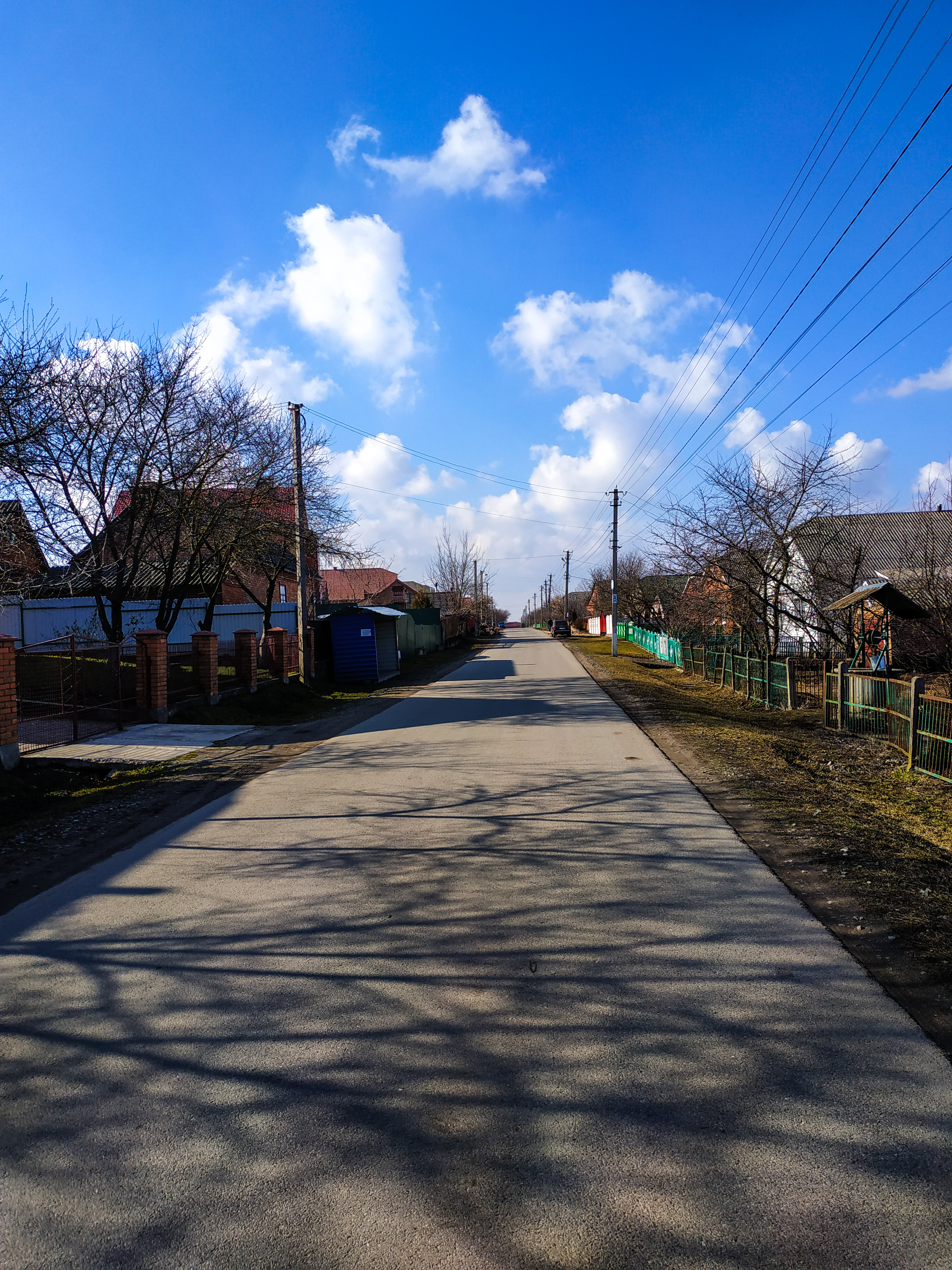
Вулиця Францисканська
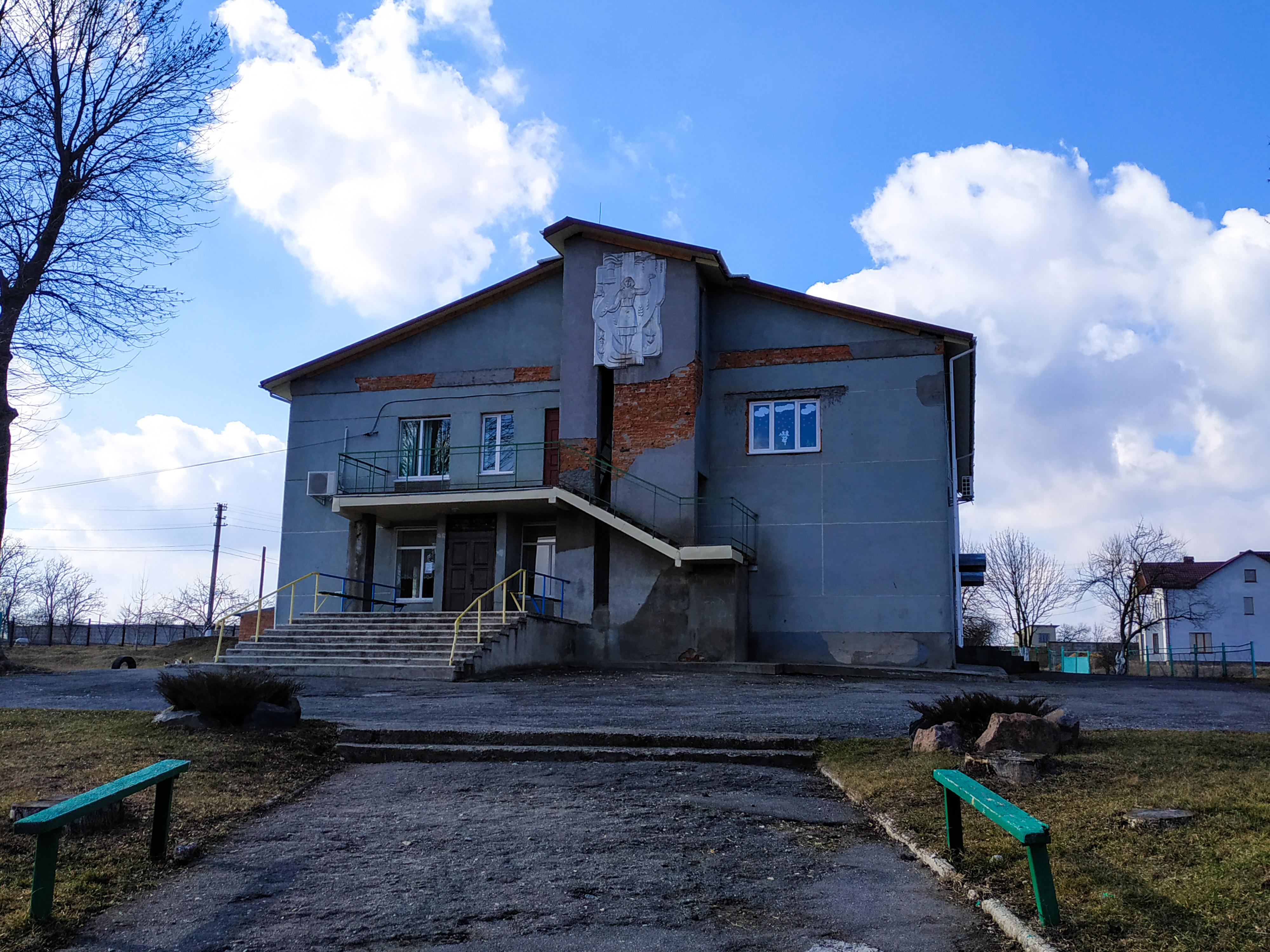
Будинок культури
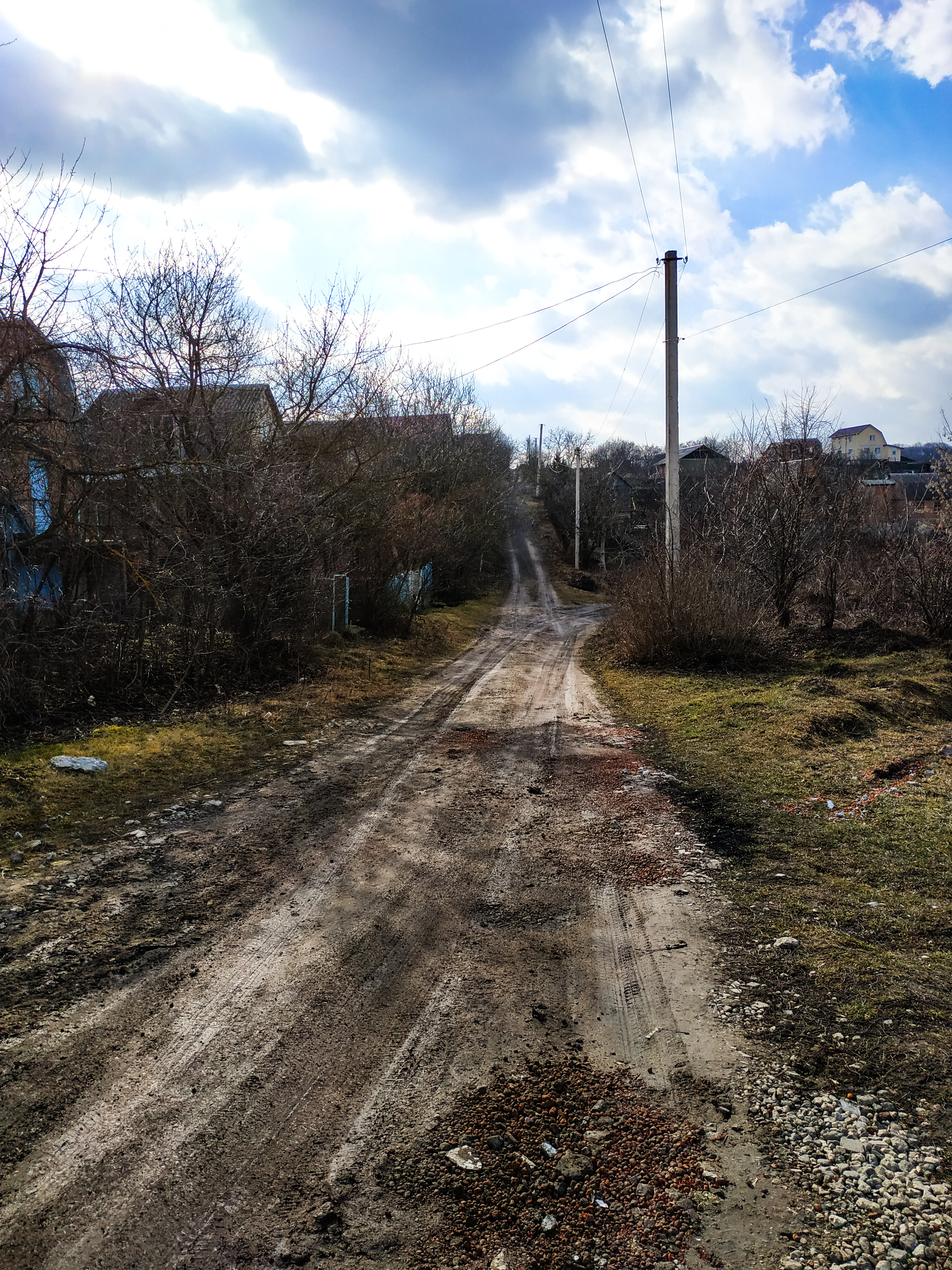
Вулиця Андріївська
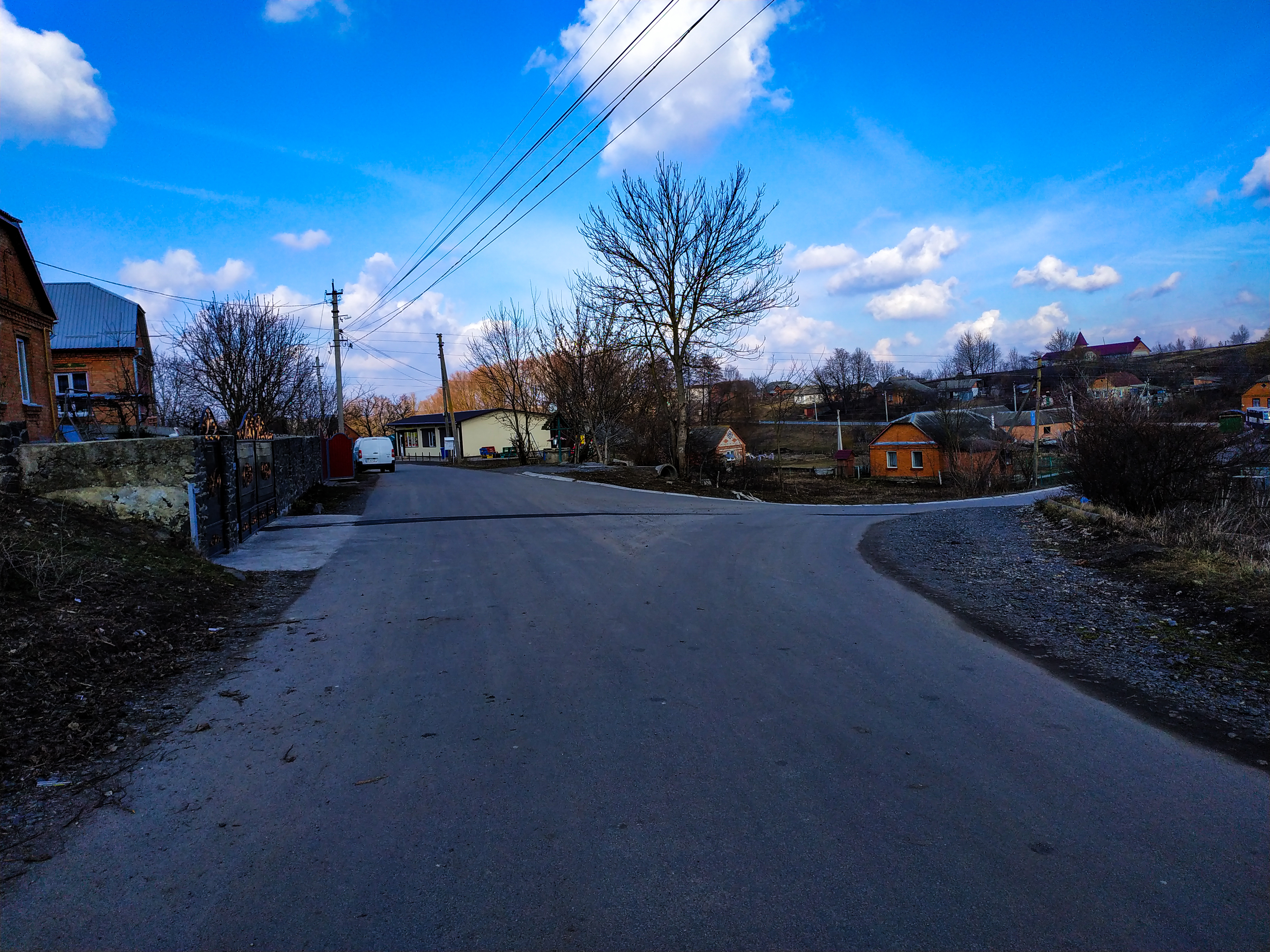
Вулиця Садова
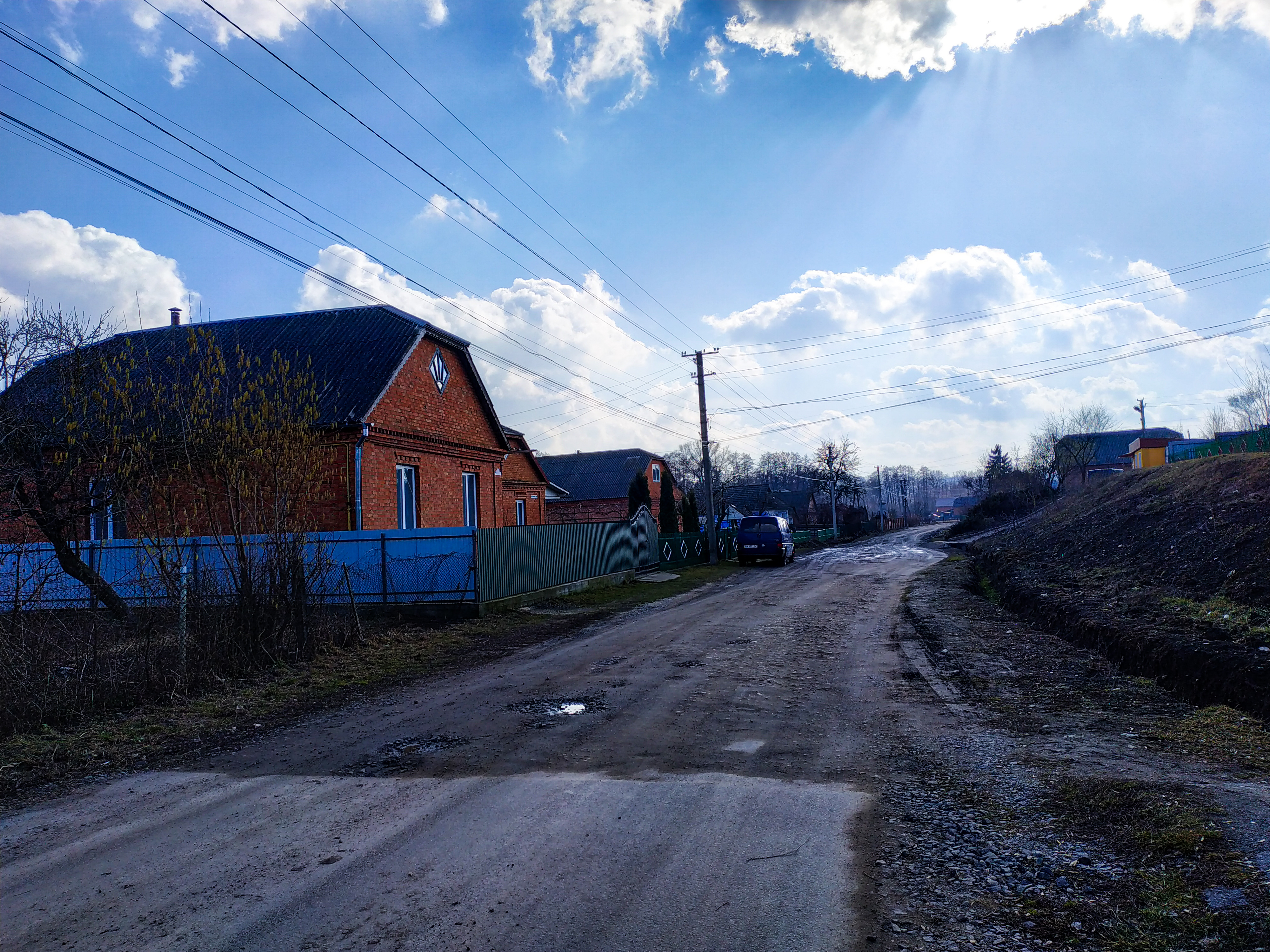
вулиця Св. Яна Павла ІІ
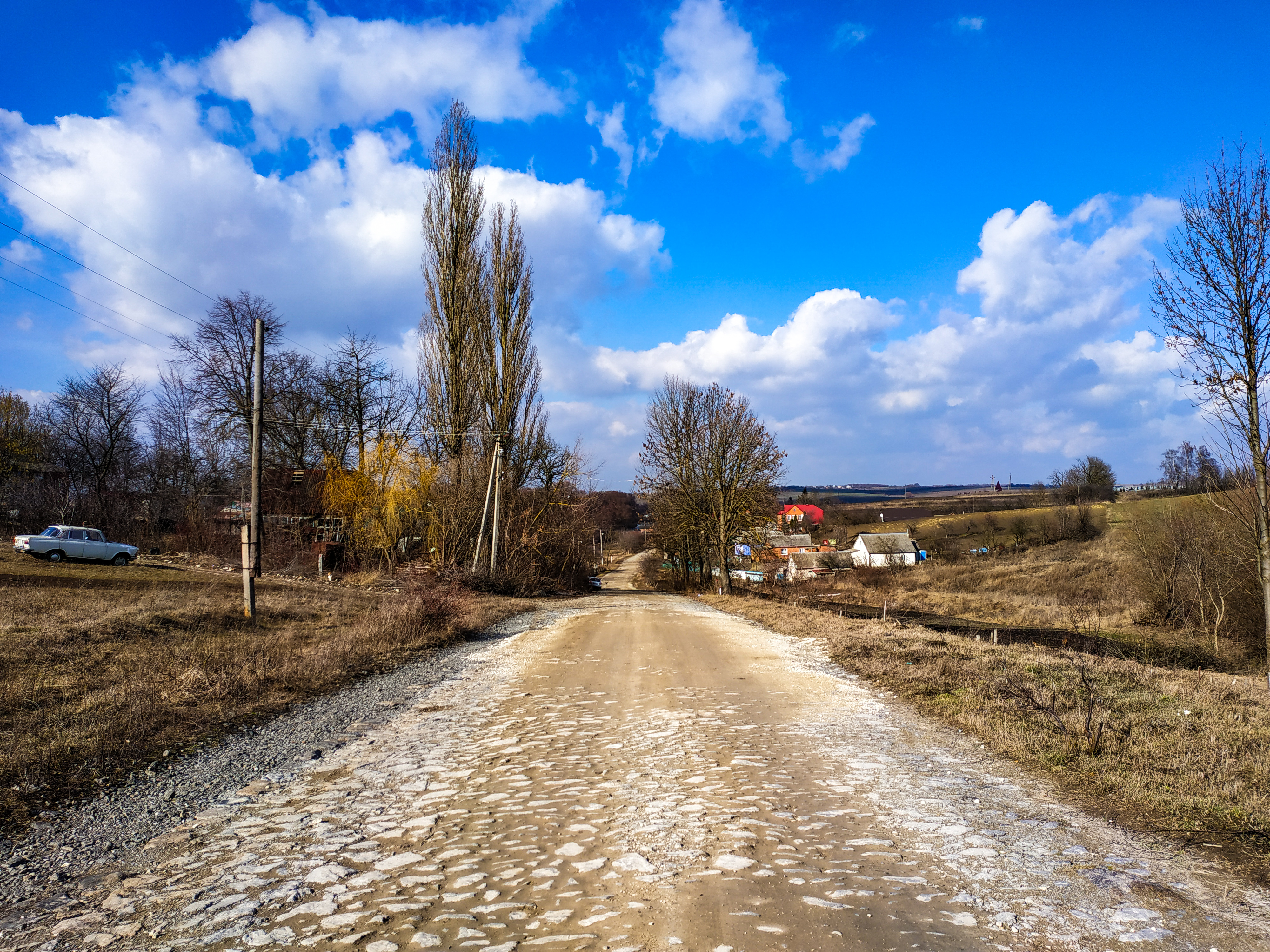
Забрукована вулиця Св. Яна Павла ІІ
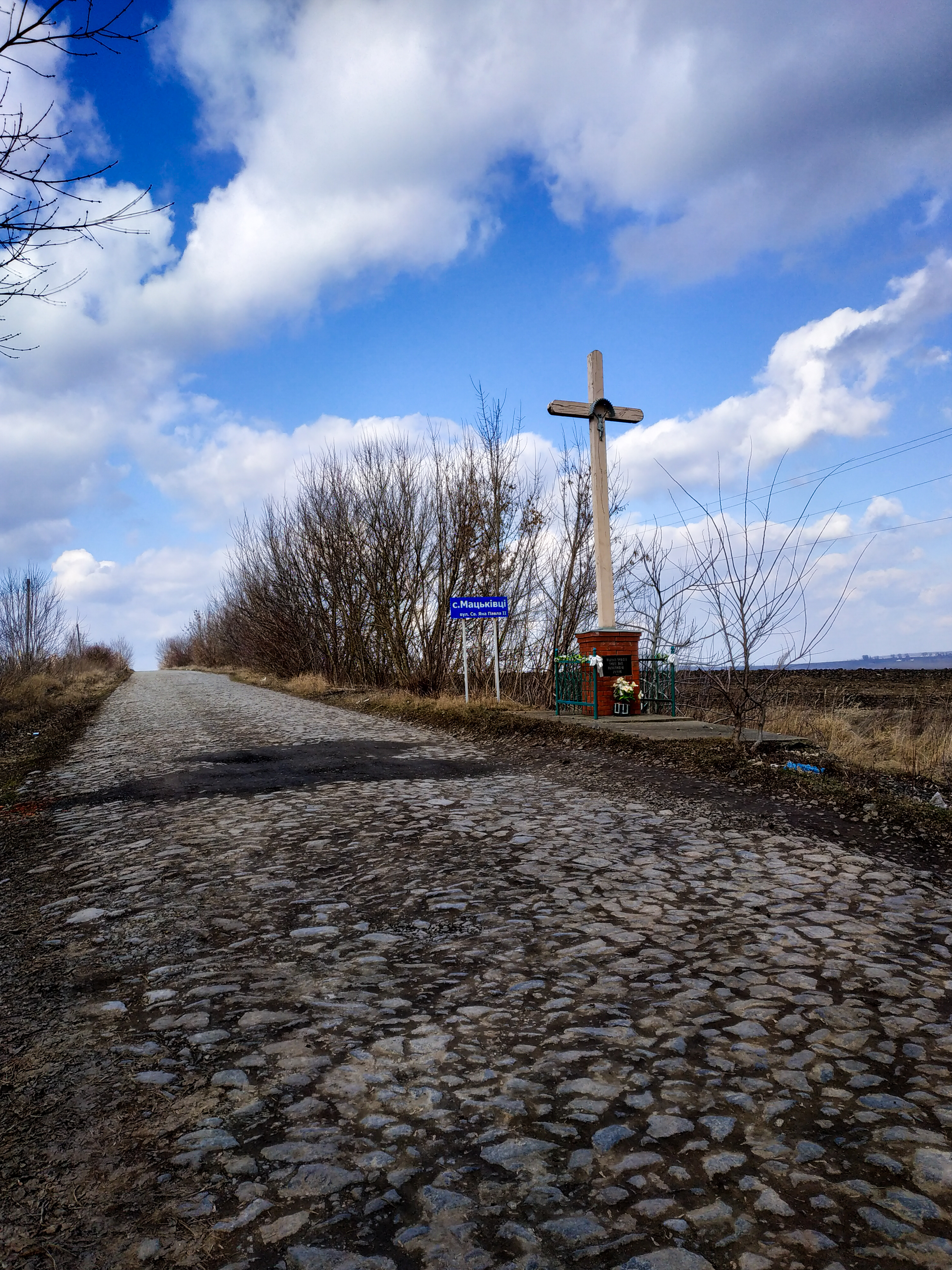
Бруківка в напрямку села
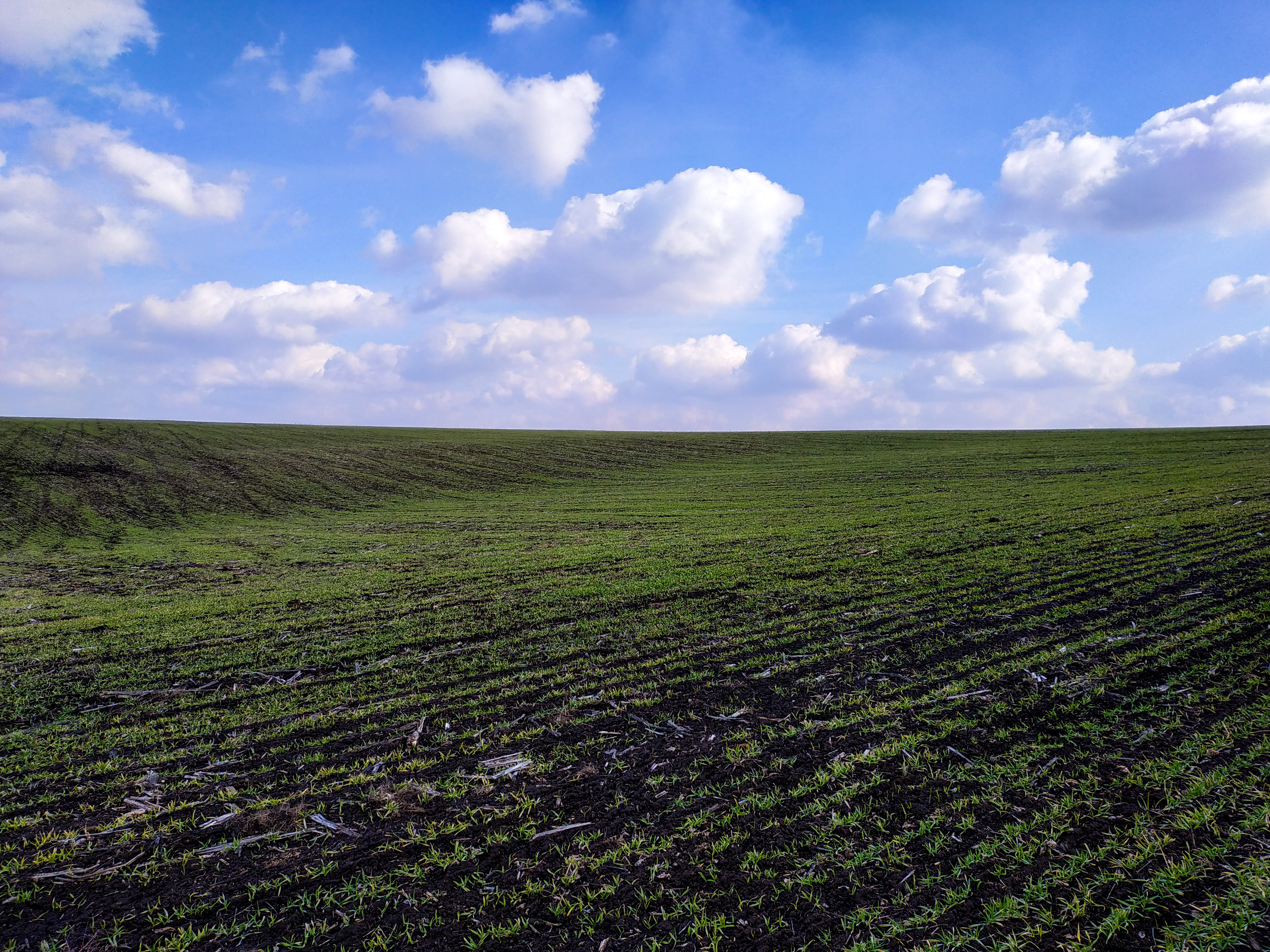
Поле неподалік села